# Societat Catalana de Ciències Físiques, Químiques i Matemàtiques
La Societat Catalana de Ciències Físiques, Químiques i Matemàtiques (SCCFQM) fou una filial de l'Institut d'Estudis Catalans, creada l'any 1932 amb la finalitat d'agrupar científics de diferents activitats.

## Història
En la fundació de la Societat Catalana de Ciències Físiques, Químiques i Matemàtiques confluïren científics de procedents de diversos àmbits, de la Universitat, de l'Escola Tècnica Superior d'Enginyeria Industrial de Barcelona, del Servei Meteorològic de Catalunya, dirigits per Eduard Fontserè, i els agrupats al voltant de la revista "Ciència", iniciada el 1926 sota la direcció de Ramon Peypoch i Pich. D'aquest darrer nucli havia sorgit la Societat de Química de Catalunya, la qual acordà la seva dissolució al final del 1931, i l'ingrés dels seus associats a la nova Societat, de la qual foren el nucli fundador més nombrós. Josep Estalella i Graells en fou el primer president. El succeí Eduard Fontserè, entre els períodes dels anys 1933 al 1935, i del 1936 al 1939, continuant com a president de la Secció de Ciències de l'Institut fins al 1959, en què s'iniciaren de nou les activitats a la clandestinitat amb una nova junta presidida per Antoni Esteve i Subirana. Entre les seves activitats destacaren els cursos organitzats en col·laboració amb la CIRIT, les Trobades sobre Recerca Experimental en Física i Química (dins de l'àmbit de la Universitat Catalana d'Estiu), els Premis per a Estudiants, l'edició del Butlletí i d'altres publicacions, i l'organització de grups de treball. L'any 1986 es dividí en quatre societats filials de l'IEC: La Societat Catalana de Tecnologia, la Societat Catalana de Física, la Societat Catalana de Matemàtiques i la Societat Catalana de Química.

## Presidents
Durant el transcurs de la seva història, entre els anys 1932 i 1986, els seus presidents han estat:
- Josep Estalella i Graells (1932-1938)
- Eduard Fontserè i Riba (1939-1959)
- Antoni Esteve i Subirana (1959-1968)
- Josep Teixidor i Batlle (1968-1973)
- Enric Casassas i Simó (1973-1976)
- Heribert Barrera i Costa (1976-1978)
- Joan Casulleras i Regàs (1978-1981)
- Josep M. Tura i Soteras (1981-1985)
- Joaquim Sales i Cabré (1985-1986)